# Unyi járás

Az Unyi járás a Kirovi területen

Az Unyi járás (oroszul Унинский район) Oroszország egyik járása a Kirovi területen. Székhelye Unyi.

## Népesség
- 1989-ben 12 955 lakosa volt.
- 2002-ben 11 179 lakosa volt.
- 2010-ben 9 178 lakosa volt, melyből 8 271 orosz, 758 udmurt.